# ستيف كينغ (راكب الكنو)
ستيف كينغ هو راكب الكنو كندي، ولد في 4 سبتمبر 1952.

## وصلات خارجية
- ستيف كينغ على موقع أوليمبيديا (الإنجليزية)